# Фенилкетонурија
Фенилкетонурија је генетички поремећај до којег долази услед недостатка ензима фенилаланин хидроксилазе, који је неопходан при метаболизирању амино киселине фенилаланина у тирозин. Овај поремећај води до можданог оштећења и прогресивне менталне ретардације, као резултат акумулације фенилаланина. Према светској статистици, поремећај се јавља код једне особе у 15.000 рођења, али овај однос варира од региона до региона. На пример, у Ирској једна особа од 4.500 рођених ће имати овај поремећај, док у Финској једна особа од 100.000 рођених ће имати овај поремећај.

## Историја
Фенилкетонурију је открио норвешки лекар Ивар Асбјорн Фолинга (норвешки Ivar Asbjørn Følling), 1934. који је уочио да је хиперфенилаланинемија тесно повезана са менталном ретардацијом. У Норвешкој, овај поремећај се назива и Фолингова болест. Доктор Фолинг је један од првих који је темељно хемијски анализирао болест. Он је након детаљне хемијске анализе урина ментално ретардираних брата и сестре, затражио од свих лекара у близини Осла да детаљно анализирају урин пацијената који имају некакав облик менталне ретардације. Тако је откривено исто једињење код осам пацијената са истим менталним поремећајем. Након бројних тестирања и хемијски анализа Фолинг је пронашао да ово једињење доводи до стварања бензалдехида, из чега је закључио да једињење садржи прстен бензена. Даља тестирања су показала да је тачка топљења једињења иста као и фенилпирувинске киселине, и на крају се испоставило да је управо то једињење и присутно у урину.

## Симптоми
Класични пример Фенилкетонурије је резултат гена који кодира дефектни ензим фенилаланин хидроксилазу. Ген за дефектни протеин се наслеђује аутозомално рецесивно. У веома ретком облику ове болести, ензим за деградацију фенилаланина постоји, али је метаболизам дефектан при биосинтези кофактора тетрахидробиоптерина (BH4).
Ензим фенилаланин хидроксилаза пребацује амино-киселину фенилаланин у тирозин. Ако је ензим дефектан или непостојећи, онда ова реакција не може да се реализује, што доводи до нагомилавања фенилаланина у организму, и доводи до смањења нивоа тирозина. Превелика количина фенилаланина у крвотоку доводи до оштећења мозга код деце, што је узрок менталне ретардације и заосталости. Недовољна количина тирозина у крвотоку води до смањења продукције пигмента меланин, тако да деца да овим поремећајем су претежно бледа, имају нежно белу боју коже, и плаве очи, или једноставно су светлије пути од чланова породице. Услед недостатка ензима, фенилаланин се пребацује у облик фенилкетона, који се избацује у мокраћу, тј. урин. Услед ових кетона, зној и урин оболелих имају јачи мирис од здравих особа.

## Дијагноза
Поремећај се врло лако детектује већ у првим данима након рођења, путем малог узорка крви - Гутријев тест. Ово је омогућило да се у свим развијеним земљама овај тест врши рутински одмах након рођења, обично заједно са тестовима који проверавају функционисање тироидне жлезде као и других генетичких поремећаја.
У неким регионима, две недеље након рођења потребно је вршити тест по други пут, да би резултат био задовољавајући ако постоји породична историја поремећаја.